# Neofinetia
Neofinetia é um género botânico pertencente à família das orquídeas (Orchidaceae).